# Códigos Corona
Los llamados Códigos Corona, promulgados el 5 de mayo de 1869, constituyen el antecedente de la legislación penal clásica federal y del Distrito consumada dos años después. Fueron los primeros pensamientos avanzados, en el país y en América Latina, sirviendo como un modelo a seguir.
Aunque el séptimo principio de los Tratados de Córdoba reconoció la vigencia de las leyes españolas en el México Independiente, existieron varios intentos de codificación en algunas de las veinte provincias que entonces tenía el país. La vanguardia no se hízo esperar. El Estado de México estaba trabajando en las traducciones al castellano de los códigos napoleónicos (Isidro Antonio Montiel y Duarte, 1850) y el Licenciado José María Jaúregui formuló un proyecto nacional en 1861 con el estudio de la iniciativa del español Florencio García Goyena y de los cuerpos legales suizos y portugueses.

## Historia
La provincia veracruzana había empezado a trabajar en el Código penal en 1832 pero no fue hasta 1867, con el triunfo del Ejército nacional sobre el conservador y restablecido el orden constitucional, que el entonces Gobernador Francisco Hernández y Hernández convocó a la integración de la Comisión redactora para los Códigos penal, civil y de procedimientos. El Magistrado Presidente del Tribunal Superior de Justicia Provincial (máximo tribunal del poder judicial estadual), Fernando de Jesús Corona y Arpide, oriundo de Coscomatepec de Bravo, Veracruz; aceptó coordinarla junto con importantes colegas abogados veracruzanos. La Comisión estaba formada por xalapeños (Alba, Manuel Rivadeneira, Azcoytia y Aguilar), porteños (Núñez, López de Escalera, Oliver, Calero y Alcolea) y orizabeños (Moreno, Hernández y Carrasco y Valdez). Finalmente, por virtud del Decreto de 17 de diciembre de 1868, la legislatura provincial expidió dichos textos normativos, los cuales sirvieron para aplicar la Constitución de 1857 y forman una de las principales fuentes del Código civil «Elías Calles». Hay que destacar que los aportes vertidos en la elaboración de estos Códigos resultaron novedosos pues rompieron tanto en lo substantivo como en lo adjetivo con las leyes de Castilla.
El Código civil veracruzano previó la suspensión de las importantes obligaciones que nacen del matrimonio al desaparecer lo afectivo sin atentar contra de la religiosidad de los contrayentes. Aplicó reglamentariamente la Ley del Registro Civil expedida por el entonces Presidente Benito Juárez en 1859 con las Leyes de Reforma y determinó que el control sobre los inmuebles y aquellos actos de los civiles que los involucrasen se hiciese mediante la inscripción en el Registro Público de la Propiedad, organismo que sustituyó al colonial Oficio de Hipotecas, dejando sin efecto el Decreto e Instrucción de 16 de noviembre de 1786 para los Señores Fiscales del Consejo de Castilla.
El Código penal veracruzano resultó novedoso en el sentido de suprimír la pena capital, la confiscación y el tormento, siendo uno de tipo retributivo mixto. Estructurado en tres libros, por primera vez se consideró el delito como un acto material desplegado por la propia voluntad (además de ser producto de lo accidental) y el beneficio de la irretroactividad. Destacan los trabajos forzados hasta por diez años como pena substitutiva de la de muerte.
El código veracruzano de procedimientos civiles y criminales introdujo novedades como:
- el apostolado del Letrado, la responsabilidad que conlleva el litigio y las acciones legales a las que pudiere hacerse acreedor en caso de indebida praxis profesional
- la adopción de la conciliación como un medio de solución alternativa al juicio, pues su naturaleza era buscar el bienestar de los sujetos y de la comunidad, tomando en cuenta a las autoridades de la comunidad y el Juez de lo civil tenía dentro de su imperium el factor de equilibrio.
- las previsiones sobre orfandad, en las que se tendrá en cuenta el consejo del Líder moral del Barrio en donde concurra el menor desprotegido, quien contará con el apoyo del Consejo de Familia (aquellos vecinos y amigos probos que acepten el cargo de tutores).
- la cuantía para la conciliación trataba sobre aquellos negocios iguales a $25.00 mientras que para promover juicio ordinario eran aquellos iguales a $500.00.
- el recurso de apelación consistió en la Queja contra todo acto del Juez o de su Secretario de Acuerdos, siendo de naturaleza garantista muy parecida al Juicio de amparo, mientras que el de nulidad y responsabilidad civil equivalía al incidente de nulidad de actuaciones de nuestro tiempo.
- el enjuiciamiento penal era sumario y con posibilidades de adoptar ciertos momentos del proceso civil (supletoriedad).
- la apelación penal debía interponerse en un término de 24 horas y su substanciación era de la misma manera que en el enjuiciamiento común.

## Juan Fernando de Jesús Corona y Arpide
Jurisconsulto mexicano (1818-1891). Nació en Coscomatepec y murió en Córdoba, Veracruz.
Sus padres fueron terratenientes y una vez que terminó sus estudios de primeras letras en su casa, fue internado en el Seminario palafoxiano de Puebla, pero al mostrar poco interés, rebelarse y huir, su padre lo castigó como arriero de la finca. Gracias a la intervención de amigos de la familia, ingresó en la Escuela de Leyes de Puebla, de la que se graduó como abogado en 1844 y empezó a litigar en el despacho de Don José María Jaúregui. Trabajó después como Asesor penal del Distrito y más tarde fue designado Juez de Primera Instancia. En 1851, fue elegido Diputado provincial pero, al triunfar el plan del Hospicio Cabañas, fue desterrado a Papantla hasta 1854, fecha en la que se incorporó como docente al Colegio Nacional de Abogados de Xalapa del cual llegó a ser Secretario General. Allegado a liberales de abolengo como de la Llave, Gutiérrez Zamora, José María Mena (de quien fue cuñado al casarse con su hermana Luz) o Benito Juárez, llegó a insaculársele por el Pleno como Magistrado del Tribunal Superior de Justicia (1859). Al morír el Gobernador Manuel Gutiérrez Zamora en 1861, rindió protesta como substituto (ver Anexo: Gobernadores de Veracruz). Su labor legislativa, mediante Decreto de facultades extraordinarias dado a su investidura por la Asamblea general de la legislatura veracruzana consistió en Ley de Participación y Renovación Institucional –reglamentaria de los artículos 18, 19 y 40 del Estatuto de Gobierno de la Vera Cruz en procesos de elección de autoridades y puestos concejiles, la de Conmutación de penas corporales y pecuniarias, la de Inspección de policía, gendarmería y serenos, la excitativa a la Asamblea general de la legislatura provincial para expedirse a ella misma, antes de treinta días naturales, su Ley y Reglamento interior, el Decreto sobre disposiciones relativas a los delitos y faltas que ameriten trato de prisionero y la manera en que este habrá de hacerse, el Estatuto jurídico para la Junta ciudadana «Sociedad Amigos del País», el Decreto para el tratamiento de personas o corporaciones que substituyen los títulos nobiliarios y de excelencia en la provincia de la Vera Cruz y finalmente, la Ley de Administración pública local y el Reglamento de audiencias del H. Tribunal Superior de Justicia. Aunque volvió a fungir como substituto entre 1868 y 1869 en ausencias hasta por treinta días de Francisco Hernández y Hernández, llegó al momento cumbre de su carrera judicial en 1873 al ser electo fiscal general ante el Tribunal Superior de Justicia del poder judicial veracruzano, integrándose después a la Suprema Corte de Justicia de la Nación como ministro y después, presidir la Comisión revisora del Código civil federal para el Distrito y Territorios administrados por el Gobierno nacional en 1882, convocada por el entonces Presidente de la República, Manuel González Flores. En 1887 entró en retiro para morir cuatro años más tarde.

## Don Isidro Antonio Montiel y Duarte
Jurista mexicano de la Reforma (1821-1892). Es autor de «Derecho público mexicano», una valiosa obra de teoría e historia constitucional. Además, escribió el «Tratado de las leyes y su aplicación», y el «Estudio sobre garantías individuales». Catedrático, colaborador de numerosas publicaciones jurídicas y promotor fiscal, concurrió en 1867, por encomienda del presidente Juárez, a la Comisión proyectista del Código civil y a la del Código de procedimientos civiles.

### Biografía
Nació en Mérida, Yucatán y murió en Toluca, Estado de México; estudió Leyes en el Colegio de San Ildefonso y Literatura e Historia en la Academia de Humanidades (Ciudad de México) de 1837 a 1843 y, dos años después, se tituló como Abogado y catedrático de su alma mater.
En el Estado de México se le nombró Juez de Letras (Zimapán). Durante la intervención americana se enlistó en el ejército y, al terminar esta, el Pleno del Tribunal Superior de Justicia mexicano lo nombró Defensor de Oficio y, un año más tarde, ingresó en el cuadro docente del Instituto literario de Toluca. En 1851, fue nombrado Subsecretario de Gobierno, cargo al que renunciaría al año siguiente al enterarse del apoyo del Partido conservador al Plan del Hospicio Cabañas. Estuvo preso en la cárcel de Coyoacán y, una vez libre, se matriculó en el Colegio Nacional de Abogados y se casó con Guadalupe Estrada. En 1855, fue nombrado vocal del Consejo de Gobierno mexicano y, dos años más tarde, fue nombrado Gobernador substituto por licencia de Mariano Riva Palacio. En 1858,  fue elegido Diputado provincial. En 1863, vivió como pequeño propietario de la «Mestejé» pero fue encarcelado otra vez por los conservadores hasta que, en 1866, fue nombrado Secretario General de Gobierno y, a la postre, Diputado federal, cargo que ejerció durante poco tiempo al integrarse a la Suprema Corte de Justicia de la Nación como Ministro supranumerario y, al mismo tiempo, catedrático de «Introducción al Estudio del Derecho» en la Escuela Nacional de Jurisprudencia, actual Facultad de Derecho de la Universidad Nacional Autónoma de México) en la capital del país. En 1869, con licencia del Alto Tribunal, ocupa su curul en calidad de Presidente de la Mesa Directiva y, por designación de Benito Juárez, se incorporó al Comité redactor de los Códigos civil federal y de procedimientos para el Distrito y Territorios administrados por el Gobierno Nacional, integrado por los más importantes letrados de la época y connotados liberales: Mariano Yáñez (Presidente del Comité), Joaquín Eguía y Lis (Secretario), José María Lafragua (que trabajó en un proyecto similar en 1861 bajo el esquema de Florencio García Goyena, el Código de Napoleón y los Códigos portugués y suizo), José María Lozano (Ministro de la Corte Suprema desde 1874) y Emilio Velasco. En 1872, el Congreso lo designó Fiscal del Alto Tribunal y en 1877, el Pleno lo nombró Defensor de Sucesorios, del cual pasó nuevamente a Fiscal pero adscrito al Juzgado Primero de Distrito en la capital de la República. Escribió «Traducciones al castellano de los Códigos civil y de comercio de la República francesa» (1850), «Derecho público mexicano» (1871-1882), «Legislación Comparada: estudio sobre las garantías individuales» (1873), «Vocabulario de Jurisprudencia» (1878), y diversos artículos en las revistas «El Derecho» y «El foro» entre 1868 y 1875.

## Referencia en el Derecho comparado
Los Códigos Corona estuvieron en vigor desde el 5 de mayo de 1869 hasta 1932. Inspiraron la legislación colombiana y venezolana. En España se estudia su impacto jurídico en el mundo neorromanista. En la Universidad Southwestern de California se conservan ejemplares editados en el Puerto de Veracruz para sus estudios de Derecho civil comparado.